# Drugi gabinet Stanleya Bruce’a
Drugi gabinet Stanleya Bruce’a (ang. Second Bruce Ministry) – osiemnasty gabinet federalny Australii, urzędujący od 14 listopada 1925 do 29 listopada 1928 roku.
Gabinet powstał po wyborach w 1925, w wyniku których rządząca od 1922 koalicja Nacjonalistycznej Partii Australii (NPA) i Partii Wiejskiej (CP) utrzymała władzę. Podobnie jak w poprzedniej kadencji, najważniejszym politykiem gabinetu poza samym premierem był lider CP Earle Page, pełniący rolę faktycznego (formalnie funkcja ta jeszcze nie istniała) wicepremiera. Gabinet przetrwał przez pełną trzyletnią kadencję parlamentu, zaś po wyborach w 1928 powstał trzeci gabinet Stanleya Bruce’a.

## Skład
| stanowisko                                                       | członek gabinetu       | przynależność | od                | do                |
| ---------------------------------------------------------------- | ---------------------- | ------------- | ----------------- | ----------------- |
| premier                                                          | Stanley Bruce          | NPA           | 14 listopada 1925 | 29 listopada 1928 |
| minister spraw zagranicznych                                     | Stanley Bruce          | NPA           | 14 listopada 1925 | 29 listopada 1928 |
| minister skarbu                                                  | Earle Page             | CP            | 14 listopada 1925 | 29 listopada 1928 |
| minister spraw wewnętrznych i terytoriów                         | George Pearce          | NPA           | 14 listopada 1925 | 18 czerwca 1926   |
| minister spraw wewnętrznych i terytoriów                         | Thomas William Glasgow | NPA           | 18 czerwca 1926   | 2 kwietnia 1927   |
| minister spraw wewnętrznych i terytoriów                         | Charles Marr           | NPA           | 2 kwietnia 1927   | 29 listopada 1928 |
| prokurator generalny                                             | Littleton Groom        | NPA           | 14 listopada 1925 | 18 grudnia 1925   |
| prokurator generalny                                             | John Latham            | NPA           | 18 grudnia 1925   | 29 listopada 1928 |
| minister poczty                                                  | William Gibson         | CP            | 14 listopada 1925 | 29 listopada 1928 |
| minister handlu i ceł                                            | Herbert Pratten        | NPA           | 14 listopada 1925 | 7 maja 1928       |
| minister handlu i ceł                                            | Stanley Bruce          | NPA           | 7 maja 1928       | 29 listopada 1928 |
| wiceprzewodniczący Federalnej Rady Wykonawczej                   | Llewellyn Atkinson     | CP            | 14 listopada 1925 | 18 czerwca 1926   |
| wiceprzewodniczący Federalnej Rady Wykonawczej                   | George Pearce          | NPA           | 18 czerwca 1926   | 29 listopada 1928 |
| minister rynków i migracji (od 19 stycznia 1928 minister rynków) | Victor Wilson          | NPA           | 14 listopada 1925 | 18 czerwca 1926   |
| minister rynków i migracji (od 19 stycznia 1928 minister rynków) | Thomas Paterson        | NPA           | 18 czerwca 1926   | 29 listopada 1928 |
| minister robót publicznych i kolei                               | William Hill           | CP            | 14 listopada 1925 | 29 listopada 1928 |
| minister obrony                                                  | Neville Howse          | NPA           | 14 listopada 1925 | 2 kwietnia 1927   |
| minister obrony                                                  | Thomas William Glasgow | NPA           | 2 kwietnia 1927   | 29 listopada 1928 |
| minister zdrowia                                                 | Neville Howse          | NPA           | 14 listopada 1925 | 2 kwietnia 1927   |
| minister zdrowia                                                 | Neville Howse          | NPA           | 24 lutego 1928    | 29 listopada 1928 |
| minister zdrowia                                                 | Stanley Bruce          | NPA           | 2 kwietnia 1927   | 24 lutego 1928    |
| ministrowie bez teki                                             | Thomas Crawford        | NPA           | 14 listopada 1925 | 29 listopada 1928 |
| ministrowie bez teki                                             | Charles Marr           | NPA           | 14 listopada 1925 | 2 kwietnia 1927   |
| ministrowie bez teki                                             | Charles Marr           | NPA           | 24 lutego 1928    | 29 listopada 1928 |
| ministrowie bez teki                                             | Alexander McLachlan    | NPA           | 29 sierpnia 1926  | 29 listopada 1928 |
| ministrowie bez teki                                             | Neville Howse          | NPA           | 2 kwietnia 1927   | 24 lutego 1928    |